# Nexø-Poulsker Pastorat
Nexø-Poulsker Pastorat er et pastorat i Bornholms Provsti (Københavns Stift). Pastoratet ligger i Bornholms Regionskommune (Region Hovedstaden). I Nexø-Poulsker Pastorat ligger Nexø Sogn og Poulsker Sogn.